# Henry White
Pour les articles homonymes, voir Henry White (homonymie) et White.
Henry White (29 mars 1850 - 15 juillet 1927, est un diplomate américain. Il est notamment ambassadeur des États-Unis en France entre 1906 et 1909.

## Biographie

### Jeunesse
Originaire de Baltimore, White est né dans une famille aisée. Il est le fils de John Campbell White et de Eliza Ridgely, et le petit-fils d'Eliza Ridgely (en). White a passé une grande partie de son enfance à Hampton.
Pendant la guerre civile, les sympathies de la famille étaient avec la Confédération. Après la guerre, et avec une défaite des Confédérés, de la famille White a déménagé en France, où il termine ses études à Paris. Cinq ans plus tard, la guerre franco-prussienne oblige la famille White à se déplacer en Angleterre.
White a montré des signes de mauvaise santé après le déménagement en Angleterre, il a été ordonné par son médecin afin de maintenir un schéma thérapeutique à l'extérieur vigoureux athlétiques. Ces ordres conduit White à devenir un fervent chasseur de renard, une vocation qui à son tour lui a permis de rencontrer beaucoup de personnalités de premier plan dans l'Angleterre victorienne. Il a continué à chasser jusqu'à son mariage, en 1879, à Margaret "Daisy" Rutherfurd Stuyvesant, fille de Lewis Morris Rutherfurd.

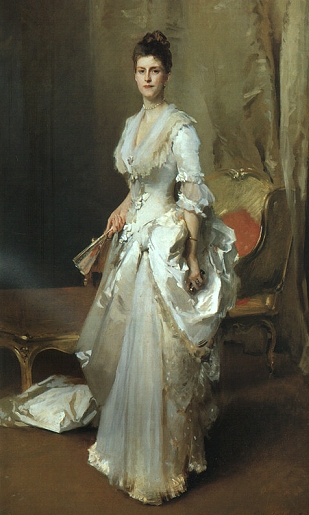
Margaret Stuyvesant Rutherfurd White (Mrs. Henry White), 1883
John Singer Sargent
Washington, National Gallery of Art

Il a commandé le portrait de son épouse à l'âge de 29 ans au peintre américain John Singer Sargent qui vivait lui aussi à Paris. La romancière Edith Wharton a rappelé sa beauté saisissante : "Il est difficile d'imaginer aujourd'hui la transparence semblable à une coquille, le rouge et blanc lumineux, de ces jeunes joues non touchées par la peinture ou la poudre, dans lesquelles le sang allait et venait comme les lumières de une aurore." Bien qu'elle apparaisse plutôt sérieuse dans ce portrait formel, Mme White - appelée "Daisy" - était connue pour être très animée dans ses activités sociales.

### Carrière
Après son mariage, White revient aux États-Unis après 14 ans à l'étranger.
En 1883 il travaille au secrétariat de la délégation des États-Unis à Vienne, travaillant sous le ministre Alphonso Taft. À la fin de l'année, il est promu pour être le deuxième secrétaire de la délégation des États-Unis à Londres, travaillant sous le ministre James Lowell Russell, un poste qu'il a conservé même après une victoire démocrate à l'élection présidentielle en 1884. Il est promu, premier secrétaire de la délégation, en 1886. Après sept ans à ce poste, il est démis de ses fonctions pour des raisons politiques en octobre 1893.
L'élection de William McKinley à la présidence en 1896 le ramène dans un poste au gouvernement. McKinley lui offre le poste d'ambassadeur américain en Espagne, mais il choisit de retourner à son ancien poste de premier secrétaire à l'ambassade de Londres, où Hay était maintenant l'ambassadeur.
Le 6 mars 1905, White devient Ambassadeur, le président Roosevelt le nomma pour représenter les États-Unis en Italie. En tant qu'ambassadeur des États en Italie, White servit de médiateur en chef des États-Unis au cours de la Conférence de 1906 à Algésiras. L'accord conclu lors de cette conférence a évité une guerre entre la France et l'Allemagne sur les droits économiques au Maroc.
Le 19 décembre 1906, White a reçu une autre promotion de Roosevelt, cette fois d'être l'ambassadeur américain en France, en remplacement de Robert Sanderson McCormick qui a pris sa retraite en raison de son état de santé. Il est resté dans cette position jusqu'à ce que le président Taft a pris ses fonctions en 1909 et demandé sa démission.
Sa fille a épousé Ernst von Seherr-Thoss, un aristocrate allemand, en 1909, et il était en Allemagne pour leur rendre visite quand la Première Guerre mondiale a commencé en 1914. Lui et son épouse ont été séquestrés à Berlin pendant deux semaines, puis ont pu quitter l'Allemagne via la Hollande avec deux enfants de leur fille, qui a passé les deux premières années de la guerre aux États-Unis.
En 1914, l'administration de Wilson lui a demandé d'être à la tête de la délégation américaine en 1914 à la Conférence panaméricaine et plus tard pour servir en tant que ministre à Haïti. Il a refusé les deux offres, si, et resté à l'écart de la diplomatie au cours de ces années en raison de la santé en déclin rapide de sa femme, qui mourut le 2 septembre 1916.
Lorsque l'Allemagne a déclaré qu'il procéderait à guerre sous-marine sans restriction contre les navires américains, il s'est rendu compte que l'entrée des États-Unis dans la guerre était inévitable, et il a appuyé sans réserve. Quand les Français ont envoyé une mission militaire spéciale, dirigée par le maréchal Joffre, aux États-Unis après la déclaration de guerre, il a accueilli la mission.
Le 19 novembre 1918, peu de temps après la déclaration de l'Armistice, White a reçu une invitation surprise du président Wilson au poste de l'un des cinq commissaires de la paix américains, qui allaient en France pour travailler sur le traité de paix avec l'Allemagne. Wilson lui proposa l'invitation parce que White était un républicain tout en restant un partisan de la paix. Wilson a également évalué White comme étant le diplomate le plus expérimenté américain de l'époque, et un homme qui connaissait la plupart des dirigeants européens avec lesquels la Commission porterait.
Après que le traité de paix avec l'Allemagne a été signé (le Sénat américain a plus tard refusé de le ratifier), Wilson et le secrétaire d'État Robert Lansing est retourné aux États-Unis, laissant White de diriger la délégation à la rédaction des traités de paix avec l'Autriche-Hongrie et la Bulgarie jusqu'à ce il pourrait être relevé de son commandement par le Secrétaire d'État adjoint. Après cinq mois de travail, White et le reste de la délégation ont quitté Paris le 9 décembre, 1919.
Le rejet du traité mis fin à la carrière du diplomatique White, bien qu'il ait continué d'être actif dans la vie publique. White a également continué de correspondre et d'accueillir les amis des mondes politiques et des diplomatiques.
En 1920, il épouse en secondes noces Emily Thorn Vanderbilt, veuve de William Douglas Sloane et fille de William Henry Vanderbilt. Elle est la mère de Florence Sloane Burden, de Emily Sloane Hammond, de Lila Sloane Field et de Malcolm Douglas Sloane.
Le couple partage son temps entre New York, Washington et leur délicieuse résidence qu' est Lenox dans un paysage unique.
En 1926, la santé de White a commencé à tomber, et il a passé beaucoup de son temps confinée au lit. Il est décédé quelques heures après avoir subi une opération. Le corps de White a été enterré dans la cathédrale nationale de Washington DC, près du tombeau de Woodrow Wilson.